# Deditici
Deditici era el nom d'una de les tres classes de lliberts. No eren esclaus ni ciutadans, ni tenien dret llatí, almenys fins al temps d'Ulpià, i el seu estat era equivalent als de pobles conquerits que no perdien la seva llibertat individual, però perdien l'existència política com a comunitat. Sembla que el seu origen prové de la llei Aelia Sanctia, que determinava que si un esclau havia estat castigat pel seu amo i després venut o lliurat a una escola de gladiadors, si se li concedia la manumissió passava a ser un deditici.
El dediticis peregrins eren aquells que anteriorment s'havien revoltat contra Roma però s'havien rendit voluntàriament i estaven sotmesos incondicionalment als seus vencedors. Encara que la majoria de les ciutats sotmeses a discreció ho van ser després de la Primera Guerra Púnica, probablement la institució és anterior.
Roma es reservava la sobirania eminent sobre aquestes ciutats, però els tornava l'usdefruit, amb excepció de l'Ager publicus. Roma va reconèixer l'autonomia d'alguna d'aquestes ciutats però les seves terres van quedar sotmeses al delme de la collita, i en cas d'exempcions, aquestes es donaven a títol personal (per exemple als habitants d'una ciutat encara que cultivessin terres en una altra ciutat). El delme es pagava generalment en espècies i el benefici permès al recaptador era limitat.